# Flames United SC
Der Flames United Sports Club ist ein Fußballverein auf der niederländischen Karibikinseln Sint Maarten. Bis zum Rückzug 2022/23 spielte die Fußballabteilung des Vereins in der Sint Maarten Premier League, der höchsten Spielklasse des Landes.

## Geschichte
Gegründet wurde der Verein im Januar 2010 in Philipsburg und erreichte 2012 das Finale der Division Excellence, sowie 2013 den Titel. 2014/15 nahm dieser erstmals an der Sint Maarten Premier League teil, die er in der ersten Saison gewinnen konnte. 2016/17 wurde der Verein Vizemeister, sowie 2018/19 Tabellendritter. 2020/21 spielte Flames United erneut eine erfolgreiche Saison und holt 2020/21 die zweite Meisterschaft auf den Sint Maarten. 2022/23 zog sich der Verein gemeinsam mit dem Rekordmeister C&D Connection FC aus der Liga zurück.
Nach der ersten Meisterschaft qualifizierte sich der Verein 2016/17 erstmals für die Gruppenphase des CONCACAF Caribbean Club Championship. Dort teilt sich der Verein gemeinsam mit San Juan Jabloteh, System 3 FC und CS Moulien die Gruppe E. Nach 0 Punkten und eine Tordifferenz von −24 schied der Verein als Gruppenletzter aus. Erneut International war der Verein 2020/21, wo er in Gruppe A auf Inter Moengotapoe und Universidad O&M traf. Nach zwei gespielten Spielen wurde Flames erneut mit einer negativen Tordifferenz (−22) und 0 Punkten Gruppenletzter.

## Stadion
Die Heimspielstätte des Vereins ist die Raoul Illidge Sports Complex mit einer Kapazität von 3000 Zuschauern.